# Барбарела (албум)
Барбарела је денс музички албум из 1999. који је објавила издавачка кућа Сити Рекордс. Албум је наводно отпевала певачица Јелена "Barbarella", иако је она заправо била само отварачица уста. Све песме на албуму је отпевала поп певачица Александра Радовић, док је радила као студијски музичар, и била потписана као пратећи вокал, под именом Александра Николић. Већина песама на албуму су обраде страних денс песама.

## Списак песама
| №   | Назив                 | Текст            | Музика        | Трајање |  |
| 1.  | Сећање                | Зоран Стојановић | Ace of base   | 3:30    |  |
| 2.  | Не гледај ме бело     | Барбарела        | Blue system   | 3:49    |  |
| 3.  | Кофер љубави          | Калиопи          | Калиопи       | 2:26    |  |
| 4.  | Дан жалости           | Саша Грујић      | /             | 3:03    |  |
| 5.  | Кад бих могла да знам | Барбарела        | Nana (репер)  | 3:11    |  |
| 6.  | Љубав тајна је        | Зоран Стојановић | Savage Garden | 4:17    |  |
| 7.  | Више те немам         | Барбарела        | Blue system   | 3:52    |  |
| 8.  | Одлази                | Саша Грујић      | Boney M       | 2:53    |  |
| 9.  | Срећа                 | Барбарела        | Sultan's      | 2:50    |  |
| 10. | Освета                | Саша Грујић      | /             | 2:59    |  |